# Leuciscus svallize
Il cavedano adriatico (Leuciscus svallize) è un pesce appartenente alla famiglia 
Cyprinidae.

## Distribuzione e habitat
Il suo areale pare limitato ai bacini dei fiumi Narenta e Trebišnjica tra Bosnia ed Erzegovina e Croazia.
Nel recente passato la specie occupava anche i fiumi Zermagna, Vergoraz ed altri ove è adesso probabilmente estinta. 

L'habitat è costituito da torrenti e fiumi con corrente impetuosa e acque ben ossigenate, con substrato di rocce calcaree. È una specie tipica di zone carsiche.

## Descrizione
È molto simile al leucisco comune dal quale si distingue soprattutto per l'occhio più piccolo, per le scaglie più piccole, per la pinna caudale meno nettamente forcuta e per il colore più argenteo con dorso di colore grigio, talvolta anche scuro. 

Le dimensioni raramente raggiungono i 20 cm.

## Comportamento
Vive in branchi e costituisce il cibo per numerosi predatori, tra cui la trota illirica. Si nutre di invertebrati bentonici e di insetti volatori caduti in acqua. 

Per il resto il comportamento appare molto simile al leucisco comune.

## Conservazione
L'introduzione di specie alloctone (soprattutto trote e specie congeneri) e l'inquinamento impattano fortemente questa specie.

## Nota tassonomica
Alcuni ittiologi ascrivono la specie al genere Squalius.